# Гертруда Хакеборн
Гертруда Хакеборн (1232[…] — 1292[…]) была настоятельницей бенедиктинского монастыря Хельфта, недалеко от современного немецкого Айслебена.

## Жизнь
Гертруда родилась в 1232 году недалеко от Хальберштадта, Саксония-Анхальт. Она была членом тюрингской династии Хакеборнов и старшей сестрой святой Мехтильды. В детстве она поступила в бенедиктинский монастырь Родердорф, который следовал цистерцианским традициям. В возрасте девятнадцати лет, в 1251 году, она была избрана настоятельницей. В 1253 году она основала монастырь Хедерлебен с помощью двух своих братьев, Альберта и Людовика, но монастырь страдал от нехватки воды, поэтому она получила от братьев замок Хелпеда (Хельфта) и окружающие его земли и в 1258 году переместила туда свою общину.
Во время пребывания Гертруды в качестве настоятельницы в монастыре объединились бенедиктинская практика, цистерцианский аскетизм, а также доминиканская и бегинская духовность, что сделало его известным во всей Священной Римской империи. Гертруда требовала, чтобы её монахини были образованы в гуманитарных науках, хорошо знали Библию. Аббатиса Гертруда купила или заставила монахинь переписать «все хорошие книги, которые она могла достать». Её описывают как культурную женщину с замечательным характером, сочетающую в себе любовь, мягкость и благочестие с практической мудростью и здравым смыслом. Под руководством настоятельницы Гертруды монастырь в Хельфте высоко ценился за его духовную и интеллектуальную жизнеспособность. Несмотря на защиту со стороны нескольких могущественных семей, во времена Гертруды его как минимум дважды грабили.
В 1270 году она ухаживала за больными и дала приют бегинке Мехтильде Магдебургской.
Гертруду из Хакеборна не следует путать с Гертрудой Великой. Игуменья никогда ничего не писала, никаких откровений от Бога не получала и не была канонизирована. Гертруда Великая родилась более чем через двадцать лет после неё и жила обычной монахиней в монастыре Хельфа.